# Encyvola
× Encyvola, (abreviado Eyv) en el comercio, es un híbrido intergenérico entre los géneros de orquídeas Brassavola × Encyclia. Fue publicado en Orchid Rev. 112(1259, Suppl.): 76 (2004).